# Дембовець-Великий
Дембовець-Великий (пол. Dębowiec Wielki) — село в Польщі, у гміні Стшельці-Великі Паєнчанського повіту Лодзинського воєводства.
Населення — 145 осіб (2011).
У 1975-1998 роках село належало до Ченстоховського воєводства.

## Демографія
Демографічна структура станом на 31 березня 2011 року:
|          | Загалом | Допрацездатний вік | Працездатний вік | Постпрацездатний вік |
| -------- | ------- | ------------------ | ---------------- | -------------------- |
| Чоловіки | 64      | 7                  | 51               | 6                    |
| Жінки    | 81      | 18                 | 44               | 19                   |
| Разом    | 145     | 25                 | 95               | 25                   |